# Psaliodes olivaria
Psaliodes olivaria är en fjärilsart som beskrevs av W. Warren 1908. Psaliodes olivaria ingår i släktet Psaliodes och familjen mätare. Inga underarter finns listade i Catalogue of Life.